# Giro d'Italia 1909
Giro d'Italia 1909 byl prvním ročníkem tradičního cyklistického etapového závodu. Měl osm etap a vedl z Milána na jih až do Neapole a zpět. Vítězem se stal Ital Luigi Ganna.

## Průběh
Startovalo se 13. května 1909 na Rondò di Loreto v Miláně ve 2:53 ráno do první etapy, která vedla z Milána do Boloně. V prvním ročníku na cyklisty čekalo osm etap o celkové délce 2448 km. Mezi etapami byly dny volna, což bylo dané tím, že deník Gazetta dello sport, který závod pořádal, vycházel jen jednou za dva dny.
Závodu se účastnilo 127 borců včetně 20 zahraničních cyklistů. Do cíle dorazilo pouhých 49. Všichni účastníci byli před startem vyfotografováni, aby nebylo v cíli pochyb o jejich totožnosti. Klasifikace byla bodována. 
Prémie v tomto ročníku činily 25 tisíc lir, z čehož 5325 získal vítěz, Luigi Ganna. Po skončení závodu se druhý v pořadí Carlo Galetti snažil podáním několika protestů sesadit Gannu z prvního místa. Namítal například, že Gannovi týmový kolega Danesi poskytl pomoc mimo určený prostor přímo v poslední etapě. Pořadatelé ale protesty odmítli a potvrdili Gannovo vítězství.
Pokud by se závod hodnotil dle dnešních měřítek, vítězem by se stal Giovanni Rossignoli s 23minutovým náskokem před Galettim, zatímco Ganna by se ztrátou 37 minut byl hodnocen až na třetím místě.

## Trasa závodu
| Datum | Etapa             | km     | Vítěz               | V růžovém     |
| ----- | ----------------- | ------ | ------------------- | ------------- |
| 13.5. | Milán – Bologna   | 397 km | Dario Beni          | Dario Beni    |
| 16.5. | Bologna – Chieti  | 378 km | Giovanni Cuniolo    | Luigi Ganna   |
| 18.5. | Chieti – Neapol   | 242 km | Giovanni Rossignoli | Carlo Galetti |
| 20.5. | Neapol – Řím      | 228 km | Luigi Ganna         | Luigi Ganna   |
| 23.5. | Řím – Florencie   | 346 km | Luigi Ganna         | Luigi Ganna   |
| 25.5. | Florencie – Janov | 294 km | Giovanni Rossignoli | Luigi Ganna   |
| 27.5. | Janov – Turín     | 354 km | Luigi Ganna         | Luigi Ganna   |
| 30.5. | Turín – Milán     | 206 km | Dario Beni          | Luigi Ganna   |

## Výsledky

### Výsledky etap

#### 1. etapa:13. květen1909,Milán–Bologna, 397 km
|   | Cyklista      | Čas        |
| - | ------------- | ---------- |
| 1 | Dario Beni    | 14:06:15 h |
| 2 | Pesce         |            |
| 3 | Carlo Galetti |            |

|   | Cyklista   |
| - | ---------- |
| 1 | Dario Beni |

#### 2. etapa:16. květen1909,Bologna–Chieti, 378 km
|   | Cyklista          | Čas        |
| - | ----------------- | ---------- |
| 1 | Giovanni Cuniolo  | 14:12:06 h |
| 2 | Luigi Ganna       |            |
| 3 | Louis Trousellier |            |

|   | Cyklista    |
| - | ----------- |
| 1 | Luigi Ganna |

#### 3. etapa:18. květen1909,Chieti–Neapol, 242 km
|   | Cyklista            | Čas       |
| - | ------------------- | --------- |
| 1 | Giovanni Rossignoli | 9:10:05 h |
| 2 | Carlo Galetti       |           |
| 3 | Clemente Canepari   |           |

|   | Cyklista      |
| - | ------------- |
| 1 | Carlo Galetti |

#### 4. etapa:20. květen1909,Neapol–Řím, 228 km
|   | Cyklista            | Čas          |
| - | ------------------- | ------------ |
| 1 | Luigi Ganna         | 8h 32:06,000 |
| 2 | Carlo Oriani        |              |
| 3 | Giovanni Rossignoli |              |

|   | Cyklista    |
| - | ----------- |
| 1 | Luigi Ganna |

#### 5. etapa -23. květen1909,Řím–Florencie, 346 km
|   | Cyklista      | Čas        |
| - | ------------- | ---------- |
| 1 | Luigi Ganna   | 12:51:45 h |
| 2 | Carlo Galetti |            |
| 3 | Ezio Corlaita |            |

|   | Cyklista    |
| - | ----------- |
| 1 | Luigi Ganna |

#### 6. etapa:25. květen1909,Florencie–Janov, 294 km
|   | Cyklista            | Čas        |
| - | ------------------- | ---------- |
| 1 | Giovanni Rossignoli | 11:01:30 h |
| 2 | Carlo Galetti       |            |
| 3 | Luigi Ganna         |            |

|   | Cyklista    |
| - | ----------- |
| 1 | Luigi Ganna |

#### 7. etapa:27. květen1909,Janov–Turín, 354 km
|   | Cyklista            | Čas        |
| - | ------------------- | ---------- |
| 1 | Luigi Ganna         | 12:50:00 h |
| 2 | Giovanni Rossignoli |            |
| 3 | Carlo Galetti       |            |

|   | Cyklista    |
| - | ----------- |
| 1 | Luigi Ganna |

#### 8. etapa:30. květen1909,Turín–Milán, 206 km
|   | Cyklista      | Čas       |
| - | ------------- | --------- |
| 1 | Dario Beni    | 6:54:55 h |
| 2 | Carlo Galetti |           |
| 3 | Luigi Ganna   |           |

|   | Cyklista    |
| - | ----------- |
| 1 | Luigi Ganna |

### Celkově
|   | Cyklista            | Tým            | Body |
| - | ------------------- | -------------- | ---- |
| 1 | Luigi Ganna         | Atala          | 25   |
| 2 | Carlo Galetti       | Rudge Whitwort | 27   |
| 3 | Giovanni Rossignoli | Bianchi        | 40   |

### Etapová vítězství
- 3x Luigi Ganna
- 2x Dario Beni
- 2x Giovanni Rossignoli
- 1x Giovanni Cuniolo

### Držitelé růžového trikotu
- 6x Luigi Ganna 2. etapa a 4.–8. etapa
- 1x Dario Beni 3. etapa
- 1x Carlo Galetti 1.etapa